# Jean-Marc Montera
Pour les articles homonymes, voir Montera.
Jean-Marc Montera est un guitariste d'avant-garde français. Surnommé « le John Lee Hooker du noise », spécialiste de l'improvisation libre et de l'expérimentation sonore se produisant en solo ou avec des combos de circonstance, il a collaboré depuis les années 1970 avec de très nombreux musiciens issus d'horizons divers (Fred Frith, Dalila Khatir, André Jaume, Barre Phillips, Yves Robert, Jacques Diennet, Loren Mazzacane Connors, Thurston Moore, Lee Ranaldo, Louis Sclavis, Michel Doneda ...),  ou avec des artistes d'autres domaines comme le théâtre (Sarah Kane, Biljana Srbljanović, Jean-Claude Berutti ...), la danse (Odile Duboc ...), ou encore les arts plastiques (Sandy Amerio).
En 1978 il participe à la fondation du GRIM à Marseille, qu'il dirige encore à l'heure actuelle.
S'intéressant à des nouveaux modes d'écriture musicale comme la partition graphique, il crée en 2001 l'Ensemble d’Improvisateurs Européens qui réunit notamment Chris Cutler (ex-Henry Cow), Thomas Lehn et Hélène Breschand. Le groupe effectue une tournée en France et dans d'autres pays où il interprète Treatise de Cornelius Cardew.

## Discographie (incomplète)
- Hang Around Shout, 1995 (live, texte de livret de Christian Tarting)[2];
- MMMR, 1998 (avec Lee Ranaldo, Thurston Moore, Loren Mazzacane Connors)[3];
- NOT, 1999 (avec Érik M et Michel Doneda)[4];
- Smiles From Jupiter, 2000[5]
- Roman, 2004 (avec Louis Sclavis)[6];

## Musique de film
- 2010 : Alter ego, film franco-luxembourgeois réalisé par Jérôme Nunes.